# 優しい嘘
「優しい嘘」（やさしいうそ）は、Acid Black Cherryの8枚目のシングル。2009年7月29日にmotorodから発売された。

## 概要
前シングルの「眠り姫」と同様にバラードナンバー。1ヶ月後に発売する2ndアルバム『Q.E.D.』のリードシングルである。
yasu本人はバラードとしては捉えていない。ちなみに、yasuは『「眠り姫」はメジャーバラードで、今回はマイナーバラード』という表現をしている。
ソロ活動時の早い時期から出来ていた曲で『BLACK LIST』の選曲の際にも候補の一つに挙がっていた。yasuは似た傾向の曲に同アルバム収録曲の「scar」を挙げている。シングルでのリリース予定は無かったが、『Q.E.D.』のレコーディングが予定より長引いた為にシングル化が急遽決定した。
レコーディングにはギターにAKIHIDE（from.BREAKERZ）、ベースにIkuo、ドラムに菅沼孝三が参加。PVには、ギターにAKIHIDE、DUSTAR-3のYUKI、ベースにLa'cryma ChristiのSHUSE、ドラムにSIAM SHADEの淳士が参加している。
PVはこれまでバラエティ要素を含んだものが多かったが、今回はyasu曰く「今回のPVは笑いもなく、真面目に攻めています」と発言している。
前作のリードシングル「冬の幻」より初動売り上げは500枚ほど上げることができた。今回のシングルについてのyasuのインタビュー動画はBARKSのランキングで4週連続TOP10にランクインした。またボーナストラック『Recreation Track』には、チェッカーズの最大のヒットソング「ジュリアに傷心」が収録されている。

## 収録曲
1. 優しい嘘 [5:15]
作詞・作曲・編曲：林保徳
2. ジュリアに傷心 [4:32]
作詞：売野雅勇、作曲：芹澤廣明、編曲：芹澤廣明

## 収録アルバム
| 曲名     | アルバム   | 発売日        | 備考                  |
| -------- | ---------- | ------------- | --------------------- |
| 優しい嘘 | 『Q.E.D.』 | 2009年8月26日 | 2ndオリジナルアルバム |